# 大和站 (深圳)
大和站是深圳有軌電車的一個轉乘站，位於深圳市龍華區龍華街道龍華大道與環觀南路的十字路口，於2017年10月28日随深圳有轨电车第一期线路开通而啟用。

## 车站结构

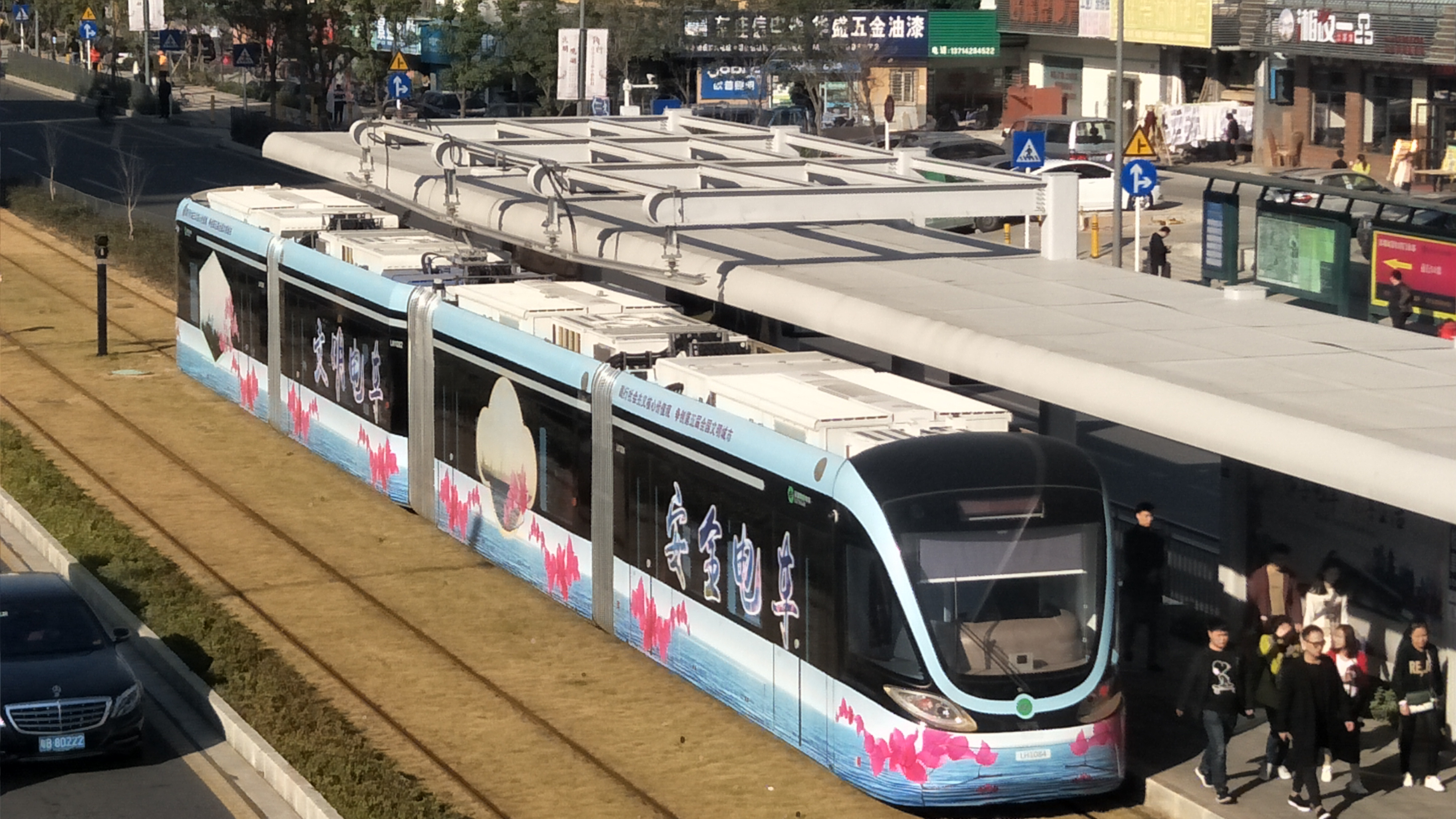
深圳有軌電車大和站新瀾方向月台，一辆披上龙华区宣传彩绘的电车正在停靠
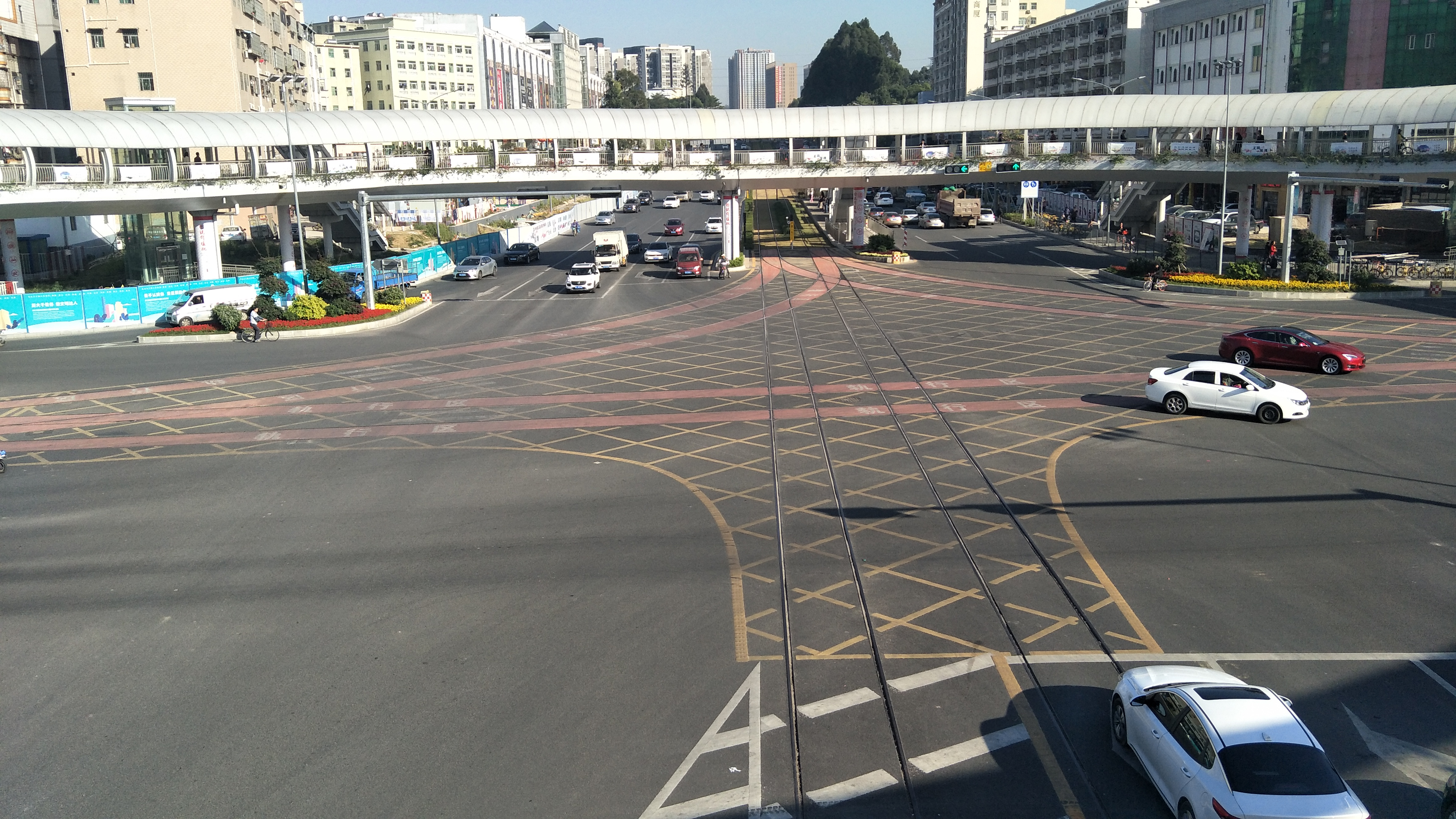
大和站平交道的轨道配置，有一个十字交叉渡线和三个方向的联络轨。西边未注明轨行区的轨道是通往大浪方向的预留轨
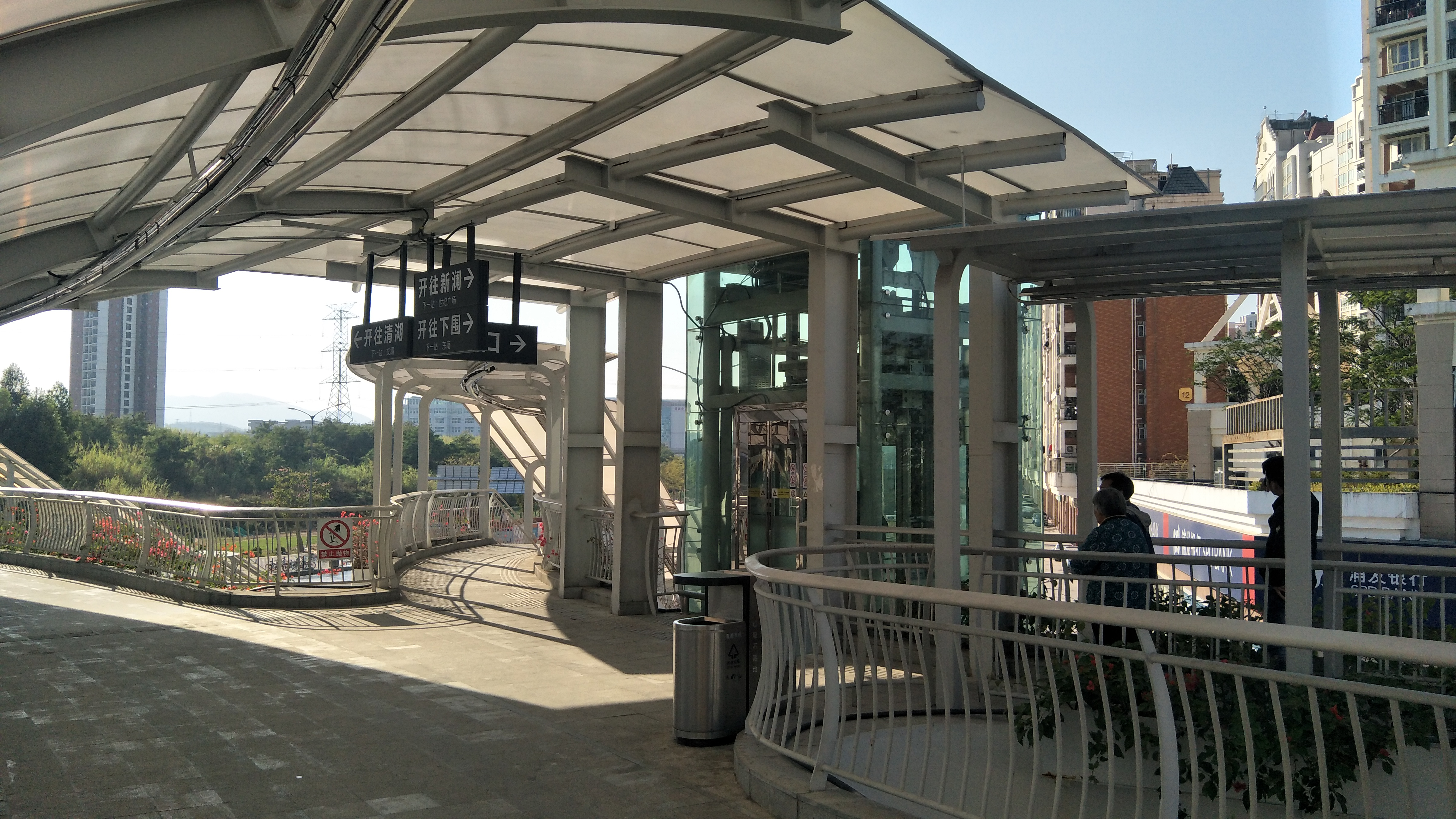
大和站上通往各个月台与出口的天桥，带有升降机和指向标。
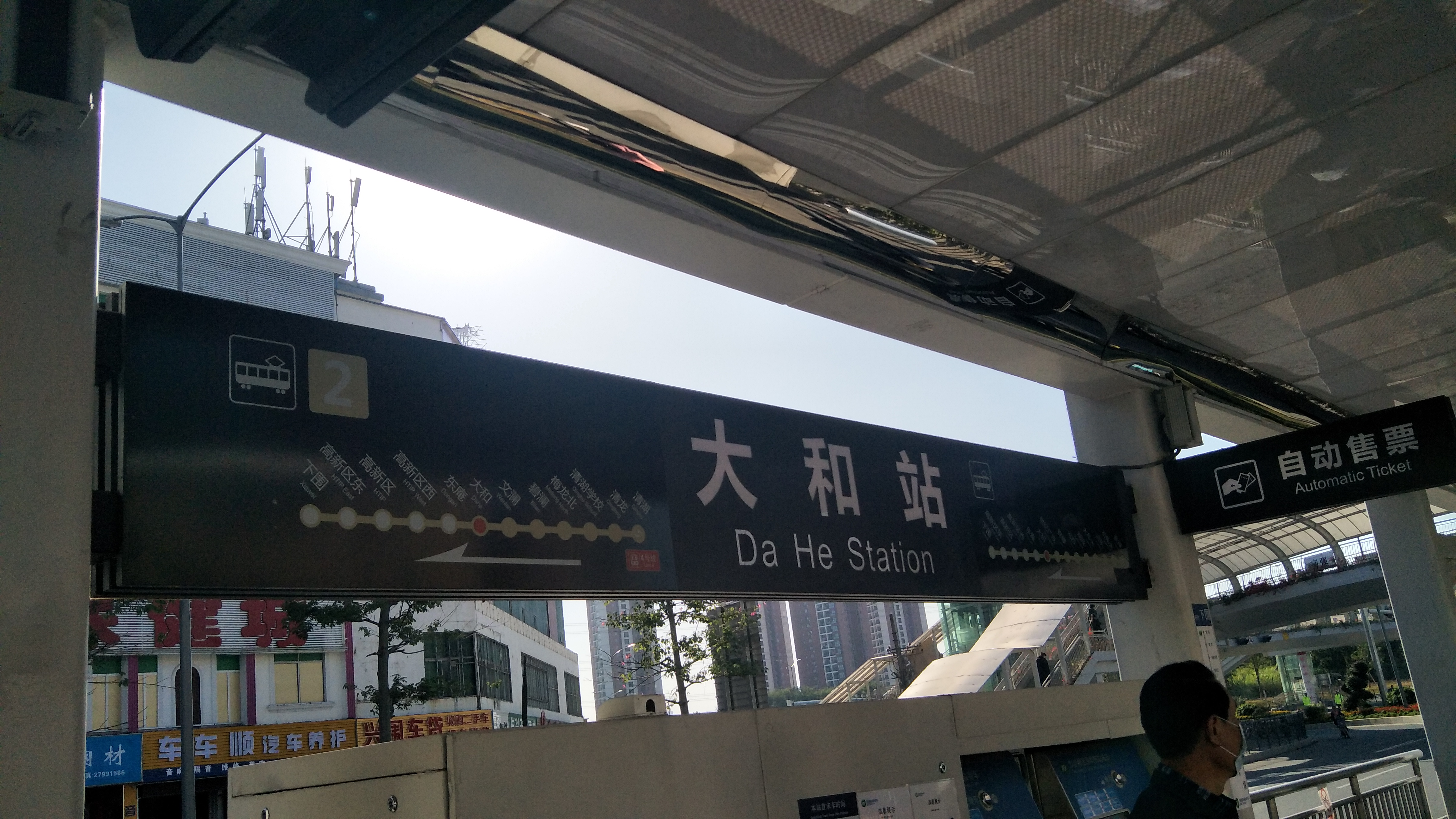
大和站站名牌和线路图

大和站為四個獨立的側式月台，其中已启用的有三个月台，分别位於十字路口的南方（龍華大道南行路軌西側，清湖方向電車於此月台停站）、東方（環觀南路東行路軌南側，下圍方向電車於此月台停站）及北方（龍華大道北行路軌東側，新瀾方向電車於此月台停站），至于位于十字路口西方的侧式月台（環觀南路西行路軌南側）为预留月台，待日后下围支线向西延长至大浪后使用；这四個側式月台由盡頭的環型行人天橋連接。

## 歷史
- 2017年10月28日，隨深圳有軌電車開通而啟用。深圳有軌電車的1號綫（清湖至新瀾）、2號綫（清湖至下圍）及3號綫（下圍至新瀾）均途經此站[1]。
- 2017年12月28日，取消客流量較少的下圍至新瀾的運行交路(现场标识为3号线)。來往下圍至新瀾的乘客，需於此站下車，經行人天橋到另一邊的月台轉乘另一班電車[2]，而轉乘需重新繳付車資。
- 2018年3月28日，全線提速，班次提升為每綫10分鐘一班，而來往清湖方向則提供5分鐘一班的聯合班次[3]。
- 2018年6月28日起，全线第三次压缩行车间隔，每綫的行车间隔由之前的10分钟压缩至8分钟，而來往清湖方向則提供4分鐘一班的聯合班次。[4]

## 事件
2018年1月中旬，车站里面的3部电梯发生了不同程度的严重损坏迹象。因为事发时没有任何监控在附近，所以查不到当事人，无法追责。加上电梯玻璃损坏情况较为严重，存在安全隐患而停用受损电梯。

## 未來發展

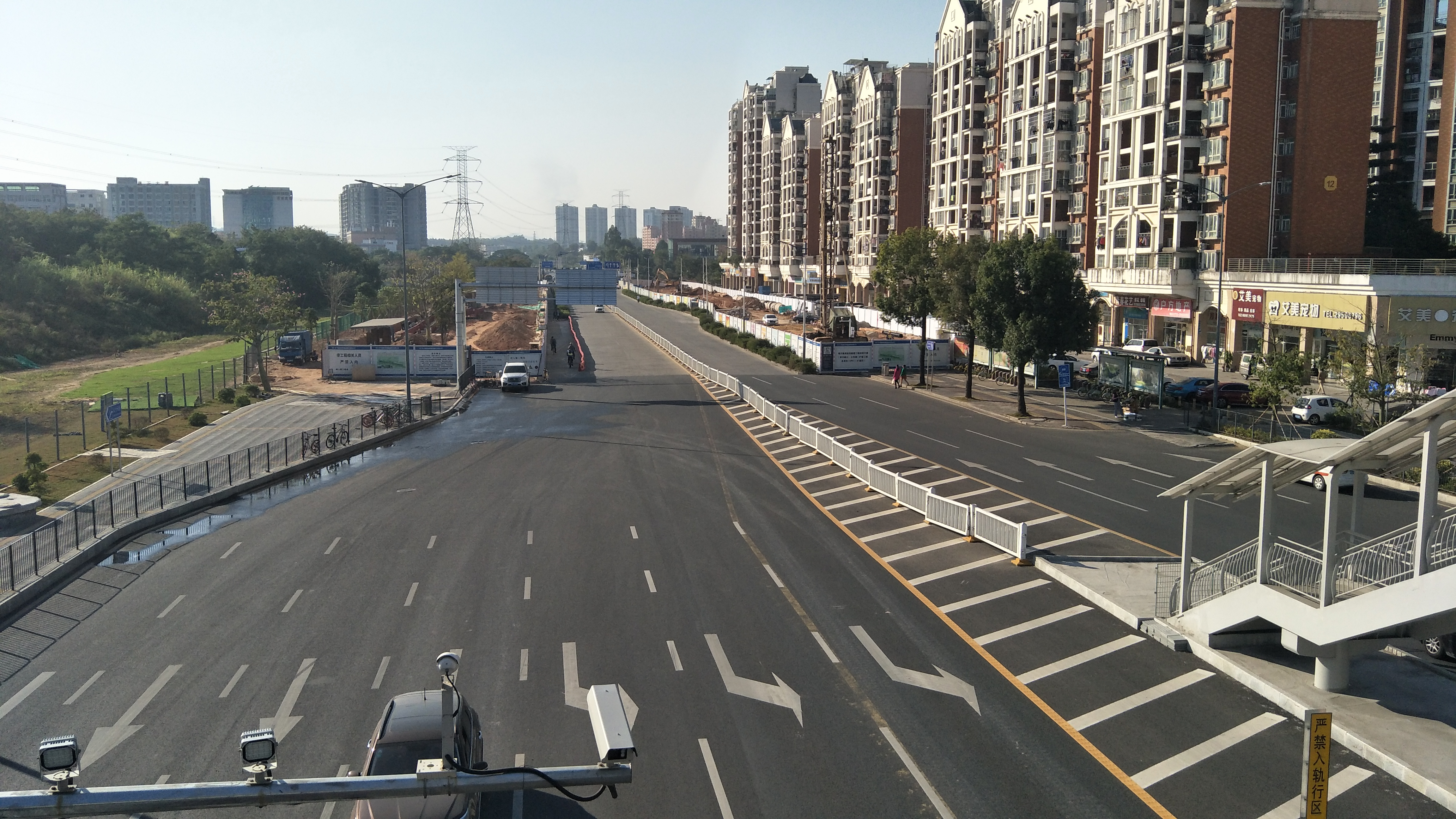
西侧预留月台（往大浪方向）

本站西邊已預留條件，兴建第四個側式月台（十字路口以西，環觀南路西行行車綫南側）及部分路轨（包括直行路轨和转向道岔），供往大浪方向的電車停站；目前已建好部分月台和楼梯，升降机等设施，惟此月台需等到下围支线延伸段完成后才启用。